# Zographus nitidus
Zographus nitidus är en skalbaggsart som först beskrevs av Aurivillius 1914.  Zographus nitidus ingår i släktet Zographus och familjen långhorningar.
Artens utbredningsområde är Kenya. Inga underarter finns listade i Catalogue of Life.